# Триніті-коледж (Кембридж)
Три́ніті-ко́ледж (англ. Trinity College, коледж Святої Трійці) — один з 31 коледжів Кембриджського університету. У цьому коледжі студентів разом з викладачами більше, ніж у будь-якому іншому коледжі Кембриджа чи Оксфорду, але за кількістю студентів окремо він дещо менший, ніж коледж Гомертон того самого університету.
Коледж має досить солідну репутацію, багато членів британської королівської родини були його випускниками: король Едуард VII, король Георг VI, принц Генрі, герцог Глостерський і король Чарльз III.
Триніті-коледж має сильні академічні традиції, його співробітники отримали 31 Нобелівську премію (з 83-х премій, отриманих усіма представниками університету).
Серед його знаменитих випускників — Ісаак Ньютон, Френсіс Бекон, Джордж Гордон Байрон, Бертран Расселл і Володимир Набоков.

## Історія

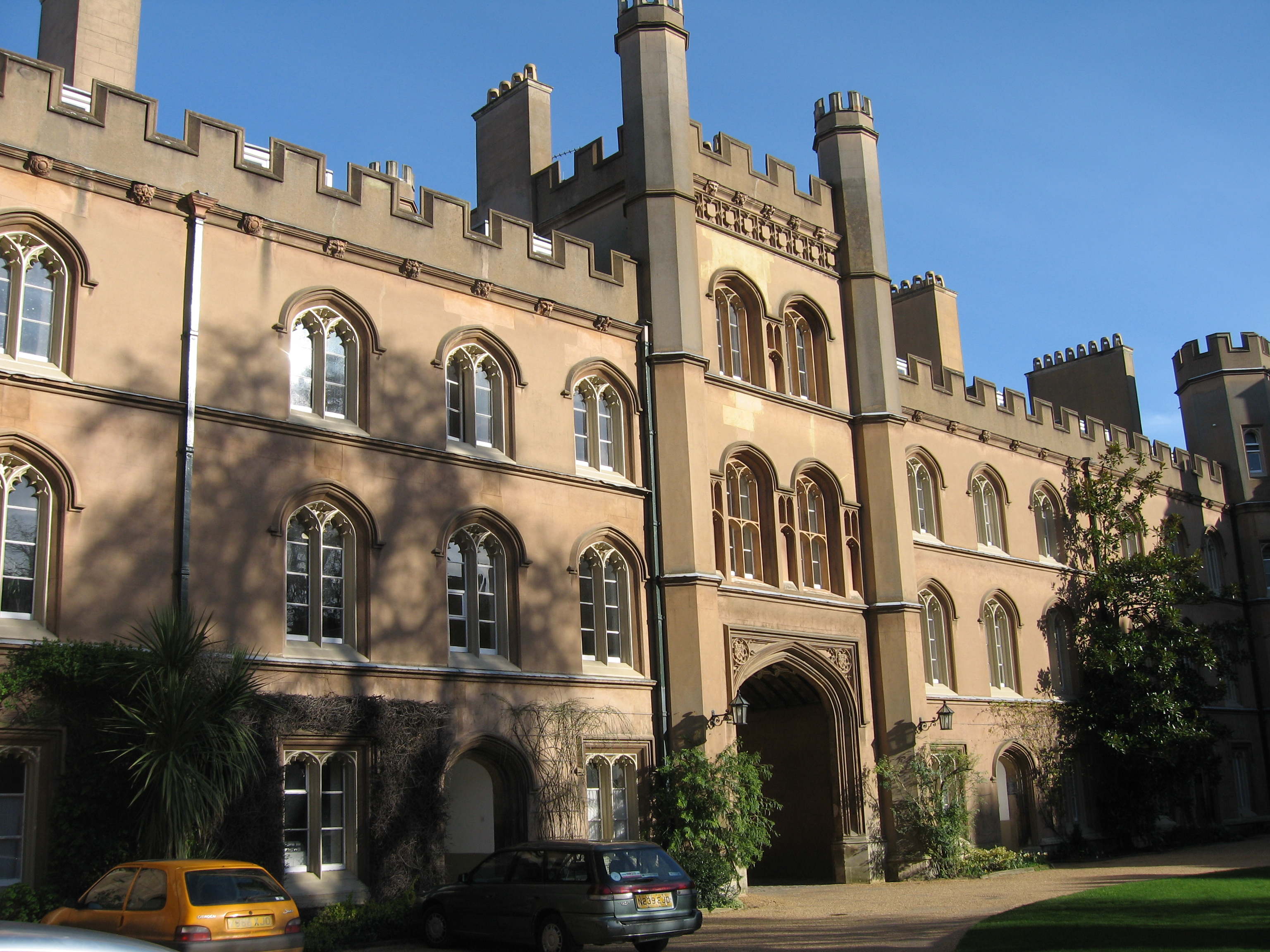
Одна з будівель коледжу

Коледж був заснований королем Генріхом VIII у 1546 році в результаті злиття двох коледжів, що існували раніше — Майклгаусу (заснованого Герві де Стентоном у 1324 році), й Кінгс-холу, (створеного за указом короля Едуарда II у 1317 році й перетвореного за розпорядженням короля Едуарда III у 1337 році). У той час Генріх VIII проводив секуляризацію церковних і монастирських земель. Оксфордський і Кембриджський університети були також достатньо багатими, щоб стати об'єктами його переслідувань. Король провів через парламент закон, який дозволяв йому конфіскувати майно будь-якого коледжу.
Університет використовував свої контакти з шостою дружиною короля — Катериною Парр. Королева переконала свого чоловіка не закривати їх, а створити новий коледж. Король наказав сформувати новий Триніті-коледж на базі кількох старих коледжів та пансіонів.
Більшість великих будівель коледжу датуються XVI і XVII століттями. Томас Невіл, який став главою коледжу у 1593 році, суттєво перебудував старі будівлі та збудував нові. Серед іншого, він збільшив та завершив Великий двір, збудував те, що нині називається Двором Невіла між Великим двором і річкою Кем. Двір Невіла було завершено наприкінці XVII століття, коли за проектом знаменитого архітектора Крістофера Рена було зведено Бібліотеку Рена.

## Будівлі й території

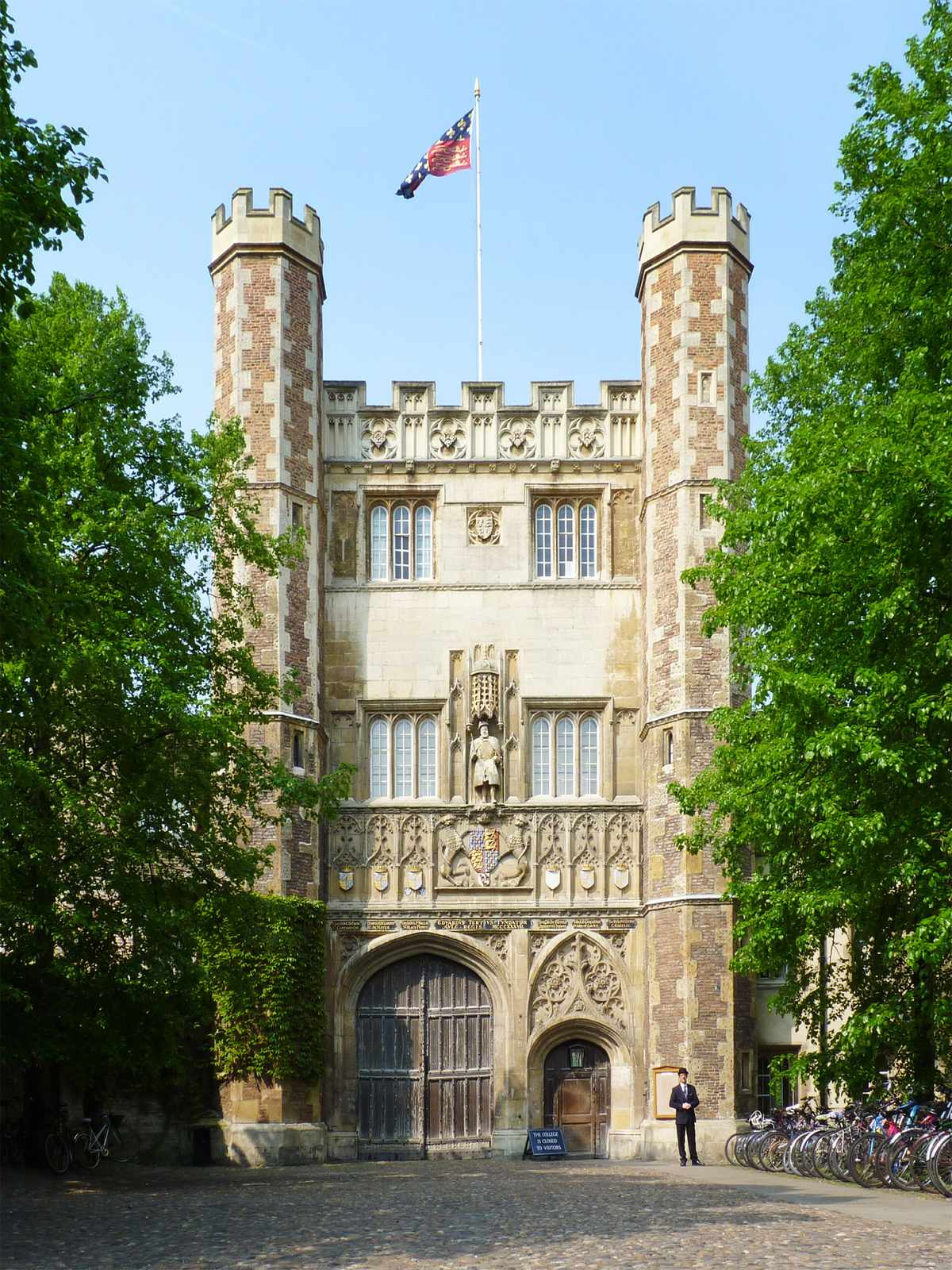
Велика брама

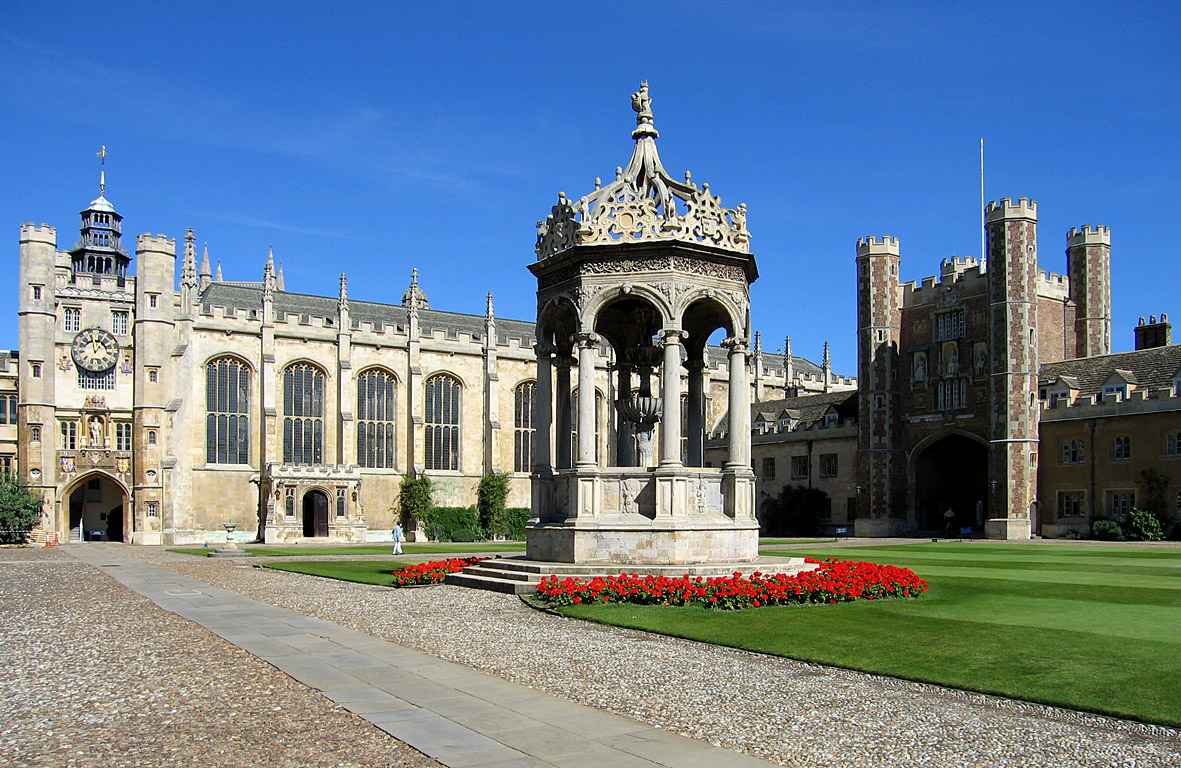
Великий двір з фонтаном

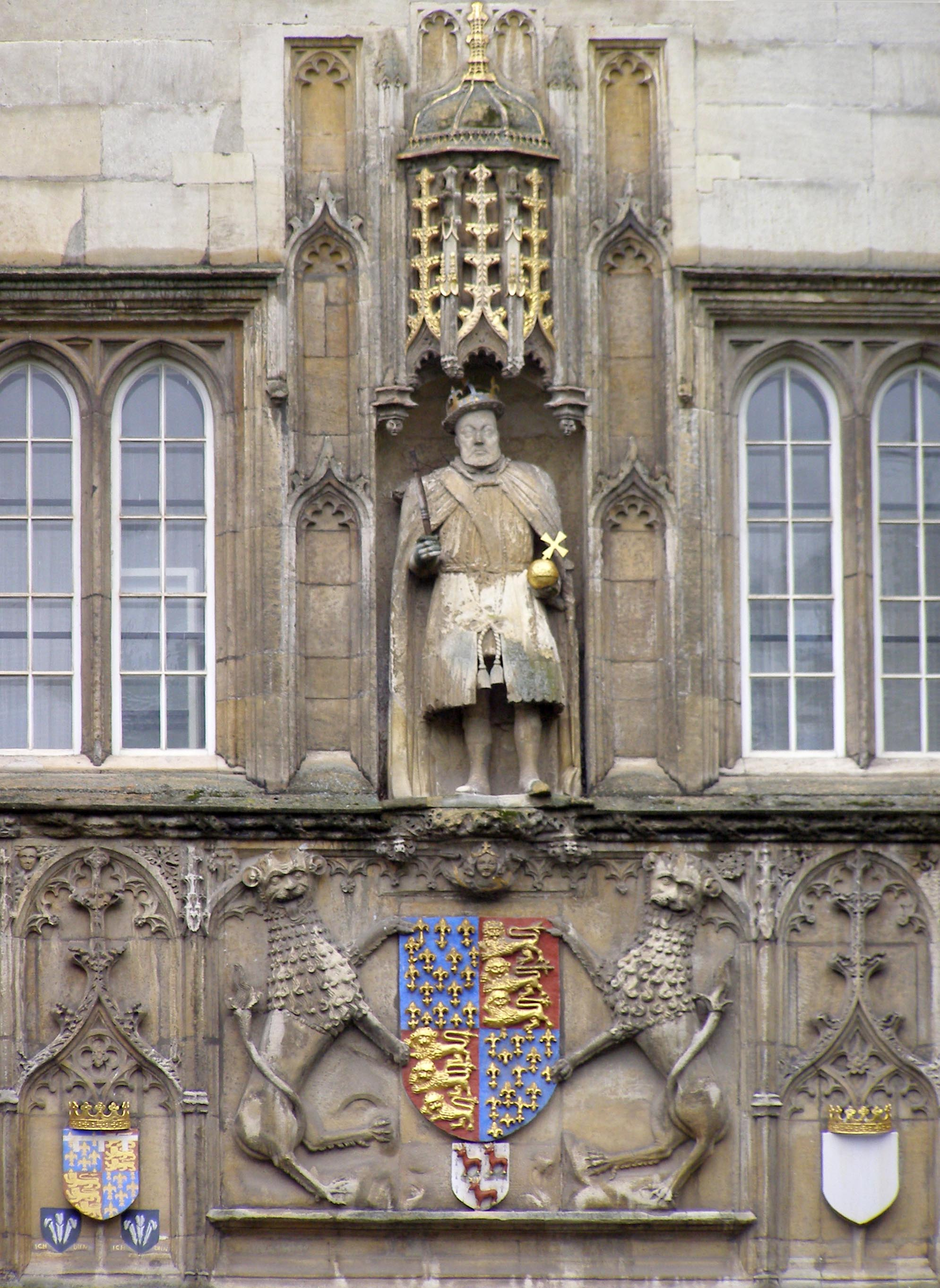
Статуя засновника коледжу Генріха VIII на Великій брамі

- Королівський будинок (англ. King’s Hostel) (1377—1416, різні архітектори): розташований на північ від Великого двору, позаду вежі з годинником. Поряд із королівською брамою це єдина будівля коледжу Кінгс-холл, що збереглась донині.
- Велика брама: Портал головного входу до коледжу, який веде до Великого двору. Статуя засновника коледжу, Генріха VIII, стоїть у ніші над дверима[4].

## Легенди
Існує безліч оповідань про багатства коледжу. Коледж вважається третім чи четвертим за статком землевласників Великої Британії. Один з варіантів цієї легенди подається у романі Тома Шарпа «Синя пивниця», і її часто повторюють екскурсоводи. У 2005 році прибутки від оренди, отримані Триніті-коледжом, склали, за оцінками, понад £ 20 мільйонів.
Інша легенда каже, що з Кембриджу в Оксфорд можна дійти, ступаючи виключно на землю, що належить Триніті-коледжу. У цієї легенди також багато різновидів, але всі вони не відповідають дійсності.

## Відомі викладачі й випускники

### Викладачі
- Джеймс Джурін
- Джеймс Челліс
- Дмитро Оболенський

### Випускники
- Джордж Спенсер (1778)
- Вільям Конґрів (бакалавр 1793, магістр 1796)
- Бертран Расселл
- Ісаак Ньютон
- Френсіс Бекон
- Джордж Гордон Байрон
- Годфрі Гаролд Гарді (1898)
- Сідней Ватерлоо (бакалавр 1900, магістр 1905)
- Ерік Гарольд Невілл
- Володимир Набоков (1922)
- Френк Робертс (1930)
- Дмитро Оболенський (1940)
- Майкл Ґоулдер (1946)